# BMW M335
Il BMW M335 è un motore a scoppio prodotto tra il 1938 e il 1941 dalla Casa automobilistica tedesca BMW.

## Caratteristiche

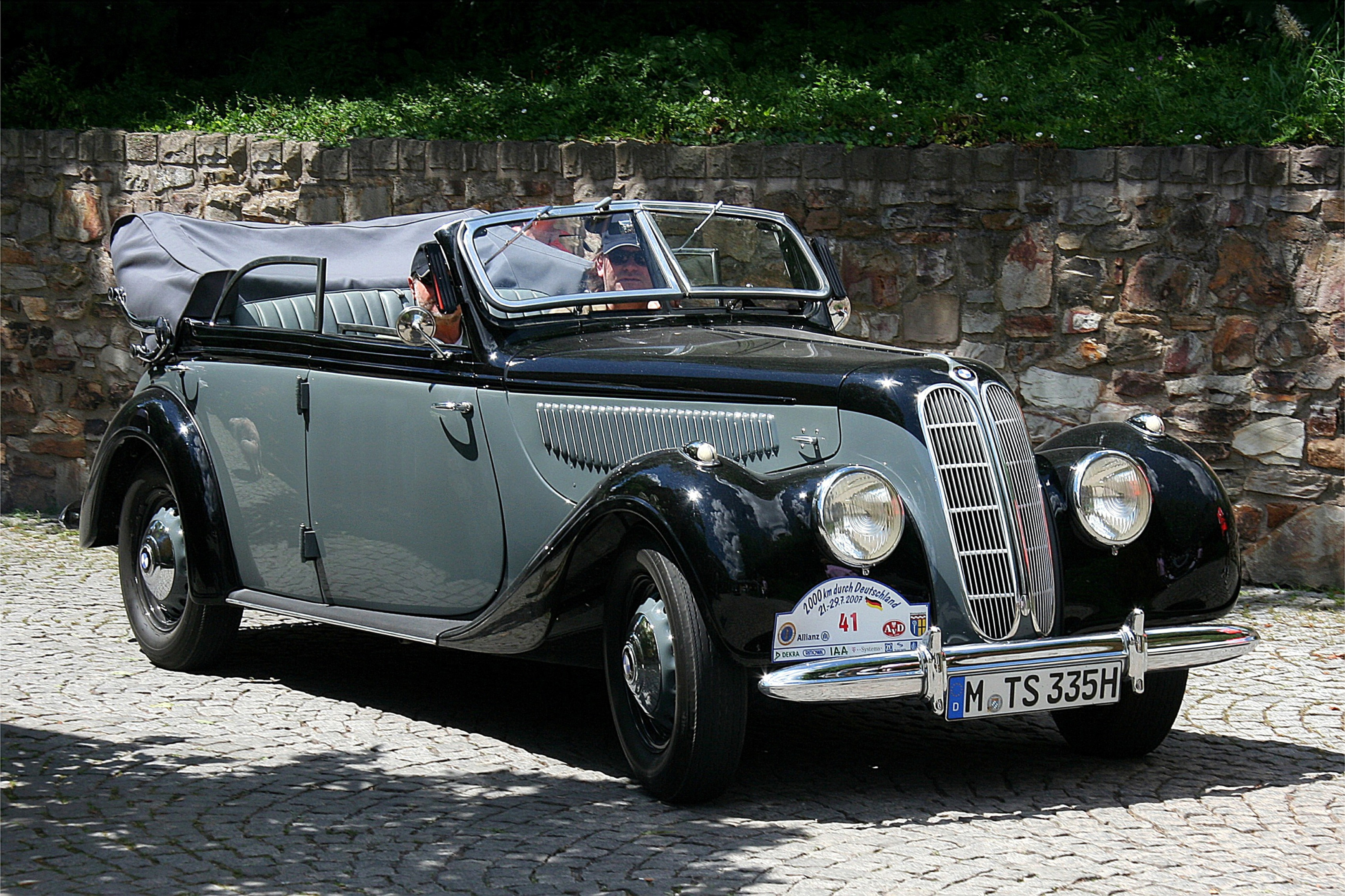
Il motore M335 è stato montato esclusivamente sotto il cofano del modello "quasi omonimo", ossia la BMW 335

Questo motore è stato ultimato nel 1938, ma la vettura su cui era in programma il suo impiego, la BMW 335, non avrebbe esordito che l'anno seguente. Fin a quel momento esisteva solo un prototipo di tale vettura che ha destato interesse al Salone dell'Auto di Londra.
Anche in questo caso si tratta di un 6 cilindri in linea a valvole in testa caratterizzato da una corsa assai lunga (ben 110 mm), mentre l'alesaggio era di 82 mm. In questo modo si riuscì a raggiungere una cilindrata di 3485 cm³. L'alimentazione era affidata a due carburatori verticali doppio corpo Solex e grazie a un rapporto di compressione di 5,8:1, quindi piuttosto basso anche per gli standard dell'epoca, la potenza massima raggiungibile era di soli 90 CV a 3500 giri/min, espressamente voluti per conferire a questo motore doti di affidabilità notevoli. Quanto alla coppia massima, essa raggiungeva il suo picco di 221 Nm a soli 2000 giri/min.
Nonostante le diverse caratteristiche, il motore M335 era lontanamente imparentato con i motori M328 da 2 litri. Una delle caratteristiche che lo differenziava dagli altri motori BMW di fine anni 1930 era la testata in ghisa anziché in lega di alluminio. 
Con l'uscita di produzione della BMW 335, avvenuta nel 1941, anche il motore M335 fu pensionato definitivamente.